# Dances with Wolves
Dances With Wolves is een Amerikaanse epische westernfilm uit 1990, geregisseerd door Kevin Costner en met Costner in de hoofdrol. Het verhaal is een bewerking van het gelijknamige boek van Michael Blake. Dances With Wolves werd voor de 63ste Oscaruitreiking (1991) genomineerd voor twaalf Academy Awards en wist er uiteindelijk zeven te winnen: voor beste film, beste regisseur, beste bewerkte scenario, beste montage, beste camerawerk, beste originele muziek en beste geluid.
De productie van de film duurde vijf jaar, met een budget van 22 miljoen dollar. De dialogen van de indianen worden in de Lakota-taal gesproken, en waren in de Engelse film ondertiteld. De muziek van John Barry werd zeer goed ontvangen.

## Verhaal
De film speelt zich af in 1863 in Amerika. Luitenant Dunbar krijgt een afgelegen en verlaten post in Dakota toegewezen. Al gauw bemerkt Dunbar dat hij niet alleen is. Hij raakt bevriend met een wolf, die hij "Two-Socks" noemt. Vlak bij zijn post bevindt zich een Lakota-indianenstam. De indianen van de stam zijn nieuwsgierig naar die blanke vreemdeling.
Dunbar raakt bevriend met de stam en er bloeit een liefde op tussen hem en "Stands With a Fist", een blanke vrouw die als jong meisje in de stam werd opgenomen. Al snel blijkt dat de frontier alleen maar opschuift en besluit Dunbar voor zijn nieuwe vrienden te kiezen in plaats van het aanstormende leger, waar hij onderdeel van uitmaakte.

## Rolverdeling
| Acteur                   | Personage                                   | Opmerkingen |
| ------------------------ | ------------------------------------------- | ----------- |
| Kevin Costner            | Luitenant John J. Dunbar/Dances With Wolves | hoofdrol    |
| Mary McDonnell           | Stands With A Fist                          | hoofdrol    |
| Graham Greene            | Kicking Bird                                | hoofdrol    |
| Rodney A. Grant          | Wind In His Hair                            |             |
| Floyd Red Crow Westerman | Ten Bears                                   |             |
| Tantoo Cardinal          | Black Shawl                                 |             |
| Robert Pastorelli        | Timmons                                     |             |
| Charles Rocket           | Luitenant Elgin                             |             |

## Muziek
De filmmuziek werd gecomponeerd door John Barry.